# استرخاء العضلات التدريجي
استرخاء العضلات التدريجي (بالإنجليزية: Progressive muscle relaxation)‏ ويُدعى اختصاراً PMR، هو تقنية لتعلم ضبط ومراقبة حالة الشد العضلي، وقد تم تطويره من قبل الطبيب الأمريكي إدموند جاكوبسون في أوائل 1920 ، كتب جاكوبسون عدة كتب عن هذا الموضوع.
و تشمل هذه التقنية تعلم كيفية ضبط الشد في مجموعة محددة من العضلات في الجسم، وذلك عن طريق إحداث الشد متعمدا في مجموعة من العضلات. ثم يتم تحرير هذا الشد، مع الاخذ في الاعتبار التناقض بين الشد والاسترخاء.
يعتبر الارتجاع البيولوجي (بالإنجليزية: biofeedback)‏ تعديلا لهذه التقنية، الذي يستخدم أحد أجهزة القياس الخارجية للإشارة، والذي حقق نجاحا كبيرا ومن ثم استخدام تلك التقنيات للاسترخاء دون مساعدة أجهزة القياس الخارجية.

## تدريب
هذه الدورات التعليمية ليست تمارينا، أو تنويم مغناطيسي ذاتي. حيث يتم إجراء هذه الدورات التدريبية في غرفة مظلمة، مع المتعلم في وضع مائل وعيون مغلقة. تبدأ التعليمات عن طريق إخبار الشخص بالاسترخاء، أو الانفصال عن الأفكار، أو الانحرافات الجسدية، ومحاولة حل المشاكل. ففي كل دورة يراقب المعلم الشد خلال عضلة معينة واحدة فقط، أما إذا كان المتعلم بطيئا في تعلم كيفية التحرر من الشد في عضلة معينة، فإن الدورة التالية تركز على هذه العضلة مرة أخرى ويطلب من المتعلم بعد ذلك مواصلة ممارسة تقنية الاسترخاء في حياتهم اليومية. مع الاخذ في الاعتبار أن الإنسان لا يستطيع الإسترخاء في وجود منبه خارجي أو داخلي، كما هو الحال في العديد من الظروف الجسمانية التي ليس بمقدورنا السيطرة عليها، ومع ذلك فإن أفضل استجابة للجسم هي ألا تحدث استجابة علي الإطلاق.
وقد ظل الاسترخاء التدريجي لجاكوبسون شائعا مع المعالجين الفيزيائيين الحديثين.

## الأرق
يستخدم الإسترخاء التدريجي للعضلات كوسيلة لعلاج الأرق وهنا بعضا من أسباب الأرق: التوتر الجسدي، القلق، سباق الأفكار، تعمل التقنية مباشرة علي المستوى الجسماني، ولن الحاجة إلي التركيز على الخطوات قد تحل محل سباق الأفكار.
يقول ويبمد:

 «يوصي معظم الممارسين بالشد والاسترخاء لمجموعة واحدة من العضلات في وقت واحد وبترتيب معين، وعادة ما تبدأ بالأطراف السفلية، وتنتهي بالوجه، والبطن، والصدر» .

" أثناء الاستنشاق تنقبض مجموعة معينة من العضلات (على سبيل المثال الفخذين العلوين) لمدة من 10 الي 15 ثانية  ، وفي الزفير يتم تحرير الشد فجأة من تلك المجموعة من العضلات، ومن ثم الانتقال إلى مجموعة تالية من العضلات (على سبيل المثال الأرداف).
ويقترح موقع عيادة مايو:

«أن تبدأ عن طريق الشد والاسترخاء في عضلات أصابع القدم صعودا إلى عضلات الرأس والرقبة، كما يمكن البدء بعضلات الرأس والرقبة هبوطا إلى اصابع القدم، وذلك من خلال شد العضلات 10 ثواني ثم استرخاء العضلات 30 ثانية أخرى مع تكرار هذه العملية» .